# Garcinia cuneifolia
Garcinia cuneifolia är en tvåhjärtbladig växtart som beskrevs av Jean Baptiste Louis Pierre. Garcinia cuneifolia ingår i släktet Garcinia och familjen Clusiaceae. Inga underarter finns listade i Catalogue of Life.